# Sylvain-Moizie
Sylvain-Moizie (né en 1978 à Nîmes) est un auteur français de bandes dessinées et artiste de cirque. Fondateur de l'association de micro-édition Institut Pacôme, il y développe ses personnages de l'univers « Bouclettes », publiés ensuite chez divers éditeurs : Delcourt, La Boîte à bulles, L'Association, Fluide Glacial.
Il anime également ses personnages dans des spectacles de cirque.

## Biographie
Il fait ses études à l’École supérieure des arts décoratifs de Strasbourg (ESADS). Avec des anciens étudiants de cet établissement, il fonde en 2000, l’Institut Pacôme, une structure collective permettant l’expérimentation en matière de bande dessinée et de livre illustré. Grâce à cette structure, il peut réaliser ses premières bandes dessinées. En 2000 toujours, il remporte le prix jeunes talents au 27e Festival international de la bande dessinée d'Angoulême. Parallèlement à son activité d'auteur, il enseigne les arts du cirque.
En janvier 2015, Il rend hommage à Charlie avec une série de dessins.

## Œuvres

### Bandes dessinées
- 2008 : Les 24h de la création, ed. Institut Pacôme.
- 2017 : Le bel ABC d'Atèle, Jarjille éditions[4]
- 2016 : La petite fille et la cigarette, La Boîte à bulles (adaptation du roman de Benoît Duteurtre)[5],[6].

### Bandes dessinées dans l'univers "Bouclettes"
- 2000 : Mince ouvrage - Otto & Cary dans : La place de l'homme de papier, (Bouclettes opus. 1), ed. Institut Pacôme.
- 2003 : Olive n'a plus d'huile, (Bouclettes opus. 5), ed. Institut Pacôme.
- 2003 : Grande encyclopédie illustrée de personnages pour histoires, (Bouclettes opus. 2), ed. Institut Pacôme.
- 2004 : La bête qui mangeait tout le monde (Les aventures de machin tome 1), (Bouclettes opus. 11) La Boîte à bulles.
- 2005 : Machin & Machine ont rétréci (Bouclettes opus. 8), ed. L’œuf.
- 2005 : Le périodique du commissaire de Papier Buvard,  No 1 et  No 2, ed. Institut Pacôme (Comix dépliant).
- 2007 : Telle est une Estelle,  (Bouclettes opus. 4), Delcourt, (Collection Shampooing).
- 2008 : La nuit du mystérieux Chien-garou (les aventures de machin tome 2), (Bouclettes opus. 12) La Boîte à bulles.
- 2008 : Le pommier impromptu, (Bouclettes op. 10), ed. L'œuf.
- 2008 : Les pies bavardes (Bouclettes op. 16), ed. L’œuf.
- 2008 : Les 24h de la création, ed. Institut Pacôme.
- 2008 : Quelques bouts d’Olive, ed. Institut Pacôme, Hors Collection.
- 2009 : L'Étirement du plexus brachial, Delcourt[7], (Collection Shampooing).
- 2010 : Ultra-Violette, (Bouclettes opus. 15), Institut Pacôme.
- 2011 : Les aventures intersidérantes de Jean-Pierre Vortex #1, ed. 2024[8].
- 2011 : Les aventures intersidérantes de Jean-Pierre Vortex #2, ed. 2024[8].

#### Collectifs
- Revue Découpage : participation aux numéros 1 à 8, ed. Institut Pacôme.
- 2001 : César Pendelio, ed. Institut Pacôme.
- 2003 : Cueillette charentaise, ed. Institut Pacôme.
- 2003 : Sept mois au Cambodge, avec Lisa Mandel, Tian Keu, Lucie Albon, ed. Glénat.
- 2006 : Dieu(x) & Idoles, La Boîte à bulles.
- 2008 : Amour & Désir, La Boîte à bulles.
- 2009 - 2010 : Revue Lapin :  participation aux numéros 37 à 43, L'Association.
- 2010 :  XX/MMX, L'Association.
- 2013 : La boîte à bulles en images, La Boîte à bulles.
- 2014 : Kompilasi Komikus, La Boîte à bulles, avec Simon Hureau, Clément Baloup et Joël Alessandra.

## Récompense
- 2000 : Lauréat du Alph'Art jeunes talents au Festival international de la bande dessinée d'Angoulême.